# Keir Hardie
James Keir Hardie (15. srpna 1856 Newhouse – 26. září 1915 Glasgow) byl britský politik skotského původu. Byl zakladatelem Labouristické strany a prvním předsedou jejího poslaneckého klubu.
Narodil se v Newhouse v Lanarkshire jako nemanželský syn služebné a horníka. Jeho matka se později provdala za lodního tesaře Davida Hardieho, s nímž měla dalších osm dětí. Keir od sedmi let pracoval jako poslíček a od deseti let fáral do dolů. Chudoba jeho rodiny mu neumožnila školní vzdělání a číst a psát se naučil jako samouk.
V mládí se angažoval v dělnických spolcích i v Evangelické unii, podporoval georgismus a abstinentní hnutí. V roce 1880 organizoval hornickou stávku a byl propuštěn ze zaměstnání, odešel pak s manželkou do Cumnocku a začal pracovat jako novinář. V roce 1886 se stal tajemníkem odborové organizace Ayrshire Miners' Union. Zpočátku podporoval Liberální stranu, avšak pro názorové neshody s Williamem Gladstonem ji v roce 1888 opustil.
V roce 1892 byl jako nezávislý kandidát zvolen do Dolní sněmovny za obvod West Ham South. Byl známý tím, že na rozdíl od ostatních poslanců nenosil redingot a cylindr, na zasedání sněmovny chodil v běžném obleku s červenou kravatou. Při svém působení v parlamentu prosazoval všeobecné volební právo, progresivní daň a bezplatné školství, odsuzoval búrské války. 
V roce 1893 založil Nezávislou stranu práce, která se po sloučení s dalšími menšími subjekty stala v roce 1900 Labouristickou stranou. Keir Hardie byl patnáct let jejím poslancem  za Merthyr Tydfil a v letech 1906 byl zvolen prvním předsedou strany. Vydával týdeník Labour Leader a je autorem knih From Serfdom to Socialism a Karl Marx: The Man and His Message. Vy svých veřejných vystoupeních požadoval samosprávu Indie a zrušení Sněmovny lordů.
V roce 1908 předal vedení strany Arthuru Hendersonovi a soustředil se na spolupráci se sufražetkou Sylvií Pankhurstovou. Protestoval proti vstupu Británie do první světové války a neúspěšně se pokoušel zorganizovat mezinárodní stávku za mír. Organizoval také právní pomoc pro odpírače vojenské služby.
Britský premiér Keir Starmer dostal křestní jméno podle Keira Hardieho. Jeho jméno nese také základní škola ve skotském městě Holytown. V roce 2010 byla založena Keir Hardie Society, pečující o jeho myšlenkový odkaz. Jim Kenworth o něm napsal životopisné drama A Splotch of Red: Keir Hardie in West Ham.